# Quintos
Quintos é uma povoação portuguesa do Município de Beja que foi sede da Freguesia de Quintos, freguesia que tinha 140,08 km² de área e 255 habitantes (2011), e, por isso, uma densidade populacional de 1,8 hab/km².
A Freguesia de Quintos foi extinta em 2013, no âmbito de uma reforma administrativa nacional, tendo sido agregada à Freguesia de Salvada, para formar uma nova freguesia denominada União das Freguesias de Salvada e Quintos com a sede em Salvada.
Localiza-se no extremo leste do Município de Beja fazendo fronteira com o rio Guadiana.
Catarina Eufémia, que foi assassinada a tiro a 19 de Maio de 1954, foi enterrada no cemitério de Quintos.

## População
| População da freguesia de Quintos (1864 – 2011) | População da freguesia de Quintos (1864 – 2011) | População da freguesia de Quintos (1864 – 2011) | População da freguesia de Quintos (1864 – 2011) | População da freguesia de Quintos (1864 – 2011) | População da freguesia de Quintos (1864 – 2011) | População da freguesia de Quintos (1864 – 2011) | População da freguesia de Quintos (1864 – 2011) | População da freguesia de Quintos (1864 – 2011) | População da freguesia de Quintos (1864 – 2011) | População da freguesia de Quintos (1864 – 2011) | População da freguesia de Quintos (1864 – 2011) | População da freguesia de Quintos (1864 – 2011) | População da freguesia de Quintos (1864 – 2011) | População da freguesia de Quintos (1864 – 2011) |
| ----------------------------------------------- | ----------------------------------------------- | ----------------------------------------------- | ----------------------------------------------- | ----------------------------------------------- | ----------------------------------------------- | ----------------------------------------------- | ----------------------------------------------- | ----------------------------------------------- | ----------------------------------------------- | ----------------------------------------------- | ----------------------------------------------- | ----------------------------------------------- | ----------------------------------------------- | ----------------------------------------------- |
| 1864                                            | 1878                                            | 1890                                            | 1900                                            | 1911                                            | 1920                                            | 1930                                            | 1940                                            | 1950                                            | 1960                                            | 1970                                            | 1981                                            | 1991                                            | 2001                                            | 2011                                            |
| 786                                             | 929                                             | 824                                             | 861                                             | 1 040                                           | 1 189                                           | 1 317                                           | 1 674                                           | 1 535                                           | 1 516                                           | 1 002                                           | 641                                             | 470                                             | 310                                             | 255                                             |